# .su
.su er et nationalt topdomæne der var reserveret til det daværende Sovjetunionen.
På trods af, at Sovjetunionen ikke længere eksisterer, er domænenavnet stadig i brug.
| Nationale topdomæner | Spire Denne artikel om nationale topdomæner er en spire som bør udbygges. Du er velkommen til at hjælpe Wikipedia ved at udvide den. |